# Kate Gynther

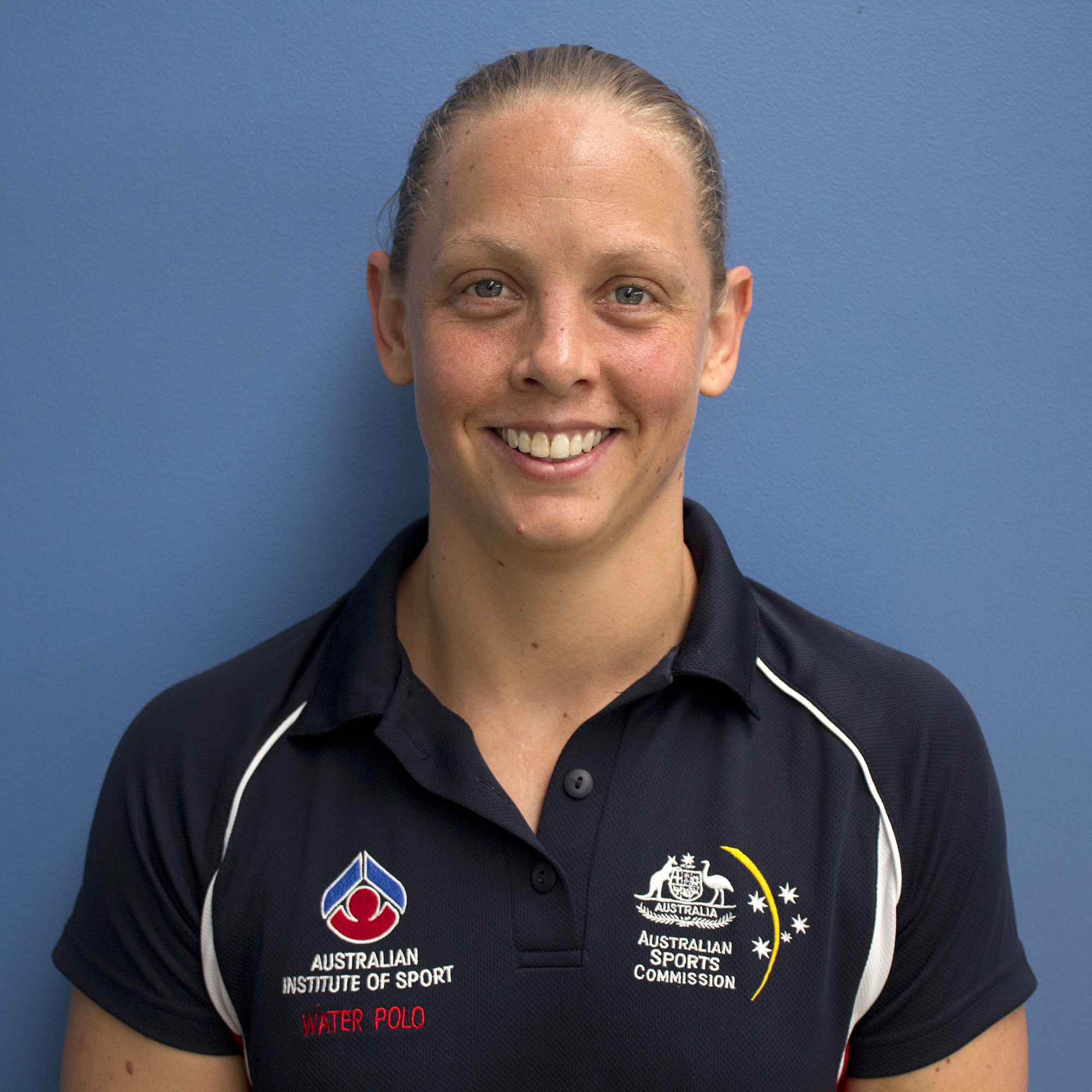
Kate Gynther (2012)

Kate Gynther (* 5. Juli 1982 in Brisbane) ist eine ehemalige australische Wasserballspielerin. Sie war Weltmeisterschaftszweite 2007 sowie Olympiadritte 2008 und 2012.

## Sportliche Karriere
Die 1,75 m große Kate Gynther spielte bei den Brisbane Barracudas.
Ihr erstes großes internationales Turnier war die Weltmeisterschaft 2003, dort wurde sie mit der australischen Wasserball-Nationalmannschaft Siebte. Im Jahr darauf bei den Olympischen Spielen 2004 in Athen gewannen die Australierinnen ihre Vorrundengruppe vor den Italienerinnen und den Griechinnen. Alle drei Mannschaften erreichten das Halbfinale, aus der anderen Vorrundengruppe gelang dies nur dem Team aus den Vereinigten Staaten. Nach einer 2:6-Halbfinalniederlage gegen Griechenland unterlagen die Australierinnen dem US-Team im Spiel um Bronze mit 5:6. Kate Gynther war in allen fünf Spielen dabei und warf insgesamt sieben Tore, davon eines im Spiel um Bronze.
2005 belegte Gynther mit der australischen Mannschaft den sechsten Platz bei der Weltmeisterschaft in Montreal. Zwei Jahre später war Melbourne Austragungsort der Weltmeisterschaft 2007. Die Australierinnen gewannen ihre Vorrundengruppe und besiegten im Viertelfinale die Italienerinnen mit 12:8. Mit einem 12:9 gegen die Russinnen im Halbfinale erreichten die Australierinnen das Finale und unterlagen dann dem US-Team mit 5:6. 2008 bei den Olympischen Spielen in Peking belegten die Australierinnen in der Vorrunde den zweiten Platz hinter den Ungarinnen und vor den Niederländerinnen. Die Australierinnen erreichten das Halbfinale mit einem 12:11-Sieg über die Chinesinnen. Nach der 8:9-Niederlage gegen das US-Team im Halbfinale trafen die Australierinnen im Spiel um Bronze auf die Ungarinnen und gewannen mit 12:11. Kate Gynther erzielte insgesamt 13 Treffer, darunter je drei im Halbfinale und im Spiel um Bronze.
Vier Jahre später gehörte Kate Gynther noch einmal zum Aufgebot für das olympische Wasserballturnier in London. Die Australierinnen gewannen ihre Vorrundengruppe vor den Russinnen und den Italienerinnen. Im Viertelfinale besiegten sie die Chinesinnen im Penaltyschießen, nachdem das Spiel nach der Verlängerung 16:16 gestanden hatte.  Nachdem die Australierinnen im Halbfinale nach Verlängerung 9:11 gegen das US-Team verloren hatten, mussten sie auch im Spiel um Bronze in die Nachspielzeit. Diesmal gewannen sie mit 13:11 gegen die Ungarinnen. Gynther erzielte im Turnierverlauf zehn Tore.
Kate Gynther spielte zeitweise mit ihren Stiefschwestern Melissa Rippon und Rebecca Rippon zusammen in der australischen Nationalmannschaft, alle drei besetzten Flügelpositionen.